# Тюшка Осип
Осип Тюшка (псевдо «Обух»; 20 березня 1908, с. Старий Мізунь, Долинський район, Івано-Франківська область — 2 вересня 1983, м. Інсбрук, Австрія) — український політичний діяч, член ОУНР, тереновий провідник ЗЧ ОУНР в Австрії.

## Життєпис
Народився 20 березня 1908 року в Старому Мізуні Долинського району Івано-Франківської області в сім'ї Йогасії та Василя Тюшки. В сім'ї крім Осипа було ще шестеро дітей.

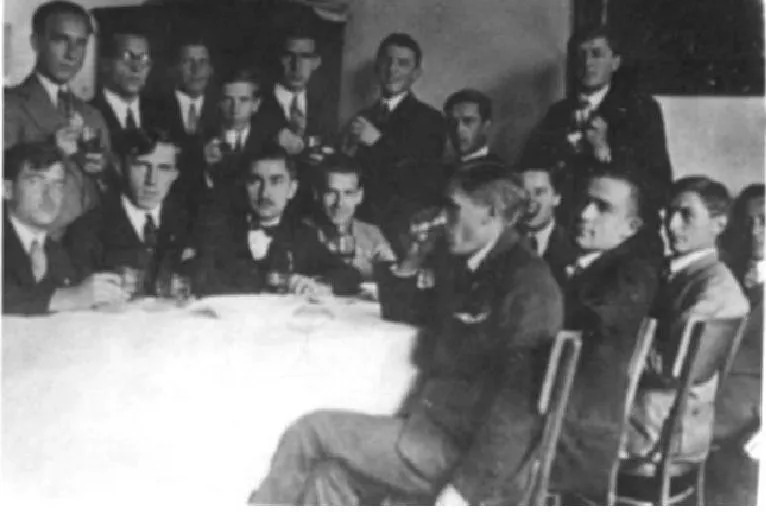
Курінна рада пластового куреня «Червона Калина». Сидять зліва направо: Степан Охримович, Володимир Калинович, Володимир Ерденберґер, Євген Пеленський, Богдан Чехут, Осип Грицак, Роман Ерденберґер, Степан Новицький, Михайло Поточняк. Стоять зліва направо: Осип Тюшка, Н, Остап Каратницький, Степан Бандера, Юліан Гошовський, Ярослав Рак, Ярослав Падох, Роман Щуровський. Львів, «Академічний дім», 21 жовтня 1928 р.

Закінчив чотири класи Долинської української гімназії, де також заснував таємний політичний гурток. Вступає до «Пласту», проводить вишкіл пластунів.
До п'ятого класу пішов до Стрийської гімназії, де в той час з 1919—1927 навчався Степан Бандера, з яким він потоваришував.
Навчаючись у Стрийській гімназії не покидає роботу з «Пластом» в Долині, активно вступає в роботу по організації вишколу пластунів у Стрию, належить до п'ятого куреня старших пластунів загону «Червона калина», метою якого було плекати дух братерства серед своїх членів і виховувати їх згідно з програмою скаутингу.
Після закінчення гімназії вступає у Львівський університет на юридичний факультет, де крім права студіює іноземні мови.
Будучи членом Української Військової Організації (УВО) ще у гімназії, вступає в ОУН та очолює студентський відділ на ЗУЗ, одночасно займає пост члена крайової Екзекутиви (ЕК) ОУН та призначається відповідальним підпільного журналу «Сурма».
Перебував у польському концтаборі Береза Картузька з 1 липня 1934 року по жовтень 1935 року.
У 1937 році перед загрозою арешту переїхав до Цопота, що біля Гданська.
Перед німецько-польською війною переїхав до Берліна. Мешкав у Берліні разом з Бандерою в українськім домі, де були наші бюро.[джерело?]
З початком Другої Світової Війни, Осип Тюшка займав пост теренового провідника ОУН в Німеччині і разом з Ленкавським та іншими провідними особистостями ОУН, брав активну участь у підготовці та висилці на східні терени України похідних груп — готував матеріали розповсюдження, гасла, летючки, брошури.
Після проголошення ЗО червня 1941 року Відновлення державності, він разом з Степаном Бандерою, Ярославом Стецьком та іншими діячами ОУН був ув'язнений у концтаборі Саксенгаузен. Після звільнення з якого у 1944 перебрався в місто Інсбрук. 24 червня 1945 року одружився з Наталією з Луцька.
Після закінчення війни у час кризової політично-організаційної нестабільності в ОУН рішуче приймає сторону революційно-визвольної концепції, яку уособлював Степан Бандера, займає високі пости у проводі ОУН. В Австрії був тереновим провідником ОУНР. Також він був провідним членом Українського Визвольного Фронту. З 1950 року очолював в Австрії Лігу Українських політичних в'язнів і до кінця свого життя залишався Головою Об'єднання Українських Націоналістів в Австрії.
Помер Осип Тюшка в Інсбруку 2 вересня 1983 року, де й похований на цвинтарі «Вестфрідгоф».